# Southern Uplands

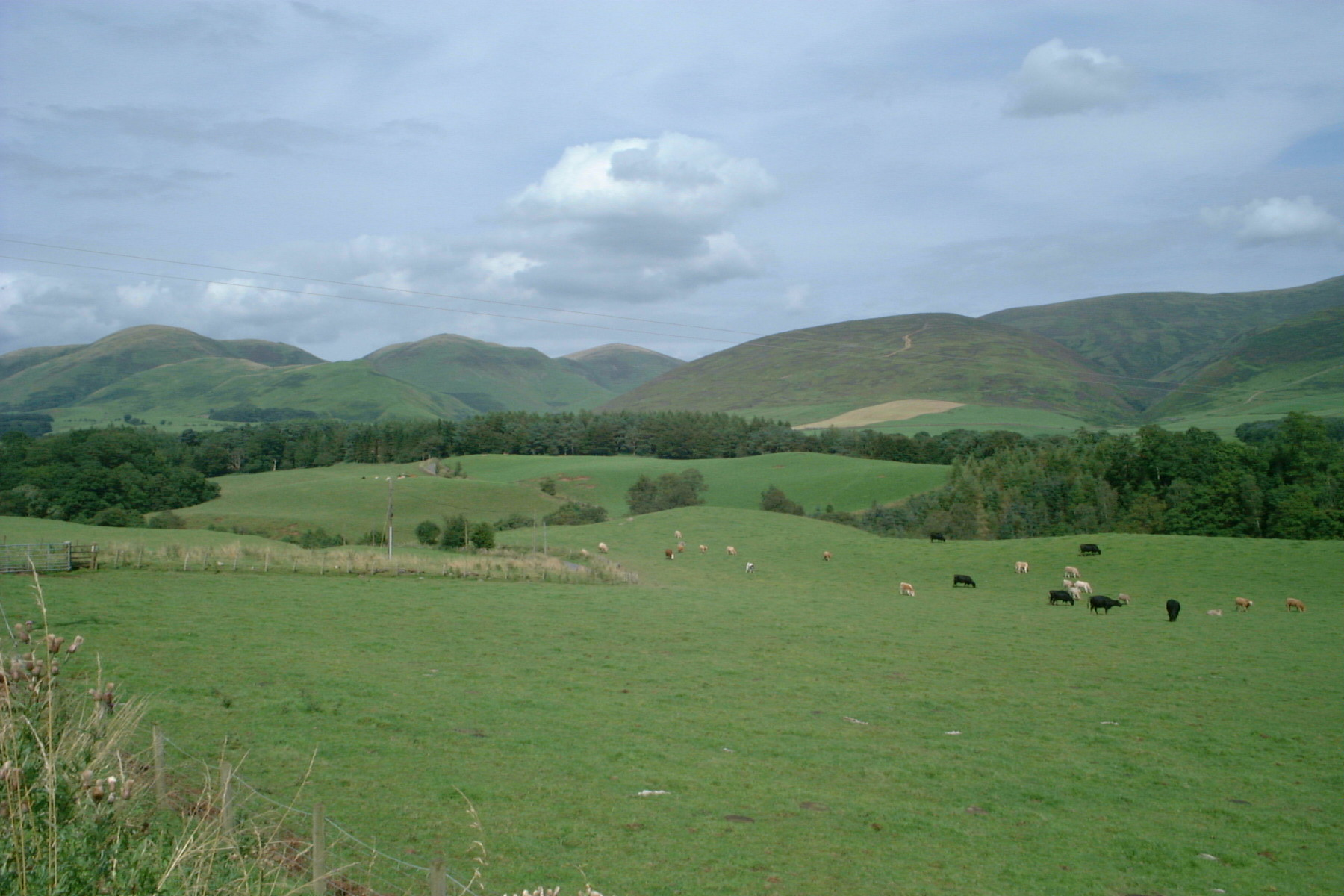
In den Southern Uplands

Die Bergregion der Southern Uplands ist das südlichste Gebiet der geographischen Dreiteilung Schottlands. Zur Kontrastierung gegen die nördlichen Highlands werden die Southern Uplands und der Central Belt zusammengefasst gerne als Lowlands bezeichnet. 

## Geografie
Das Berggebiet erstreckt sich von Stranraer an der Irischen See im Westen bis nach East Lothian und der Nordsee im Osten. Es teilt sich dabei in zwei Hauptteile auf, die ungefähr durch den Fluss Nith bzw. die parallel einige Kilometer östlich verlaufende Autobahn M74 getrennt werden. In den westlichen, kleineren Galloway Hills liegen parallel von West nach Ost drei Bergketten. Die westlichste ist die Range of the Awful Hand mit dem höchsten Berg der gesamten Southern Uplands, dem 843 m hohen, als Corbett eingestuften Merrick, gefolgt von den Dungeon Hills sowie den Rhinns of Kells. 
Der flächenmäßig deutlich größere östliche Teil ist nur unwesentlich niedriger und wird ebenfalls in weitere Gruppen zusammengehöriger Hügel unterschieden, der Broad Law als höchster Punkt in den Moffat Hills misst dabei lediglich drei Meter weniger als der Merrick. Zum östlichen Teil der Southern Uplands zählen außerdem die Pentland Hills südlich von Edinburgh, die Lammermuir Hills südlich von Dunbar, die Moorfoot Hills nordöstlich von Peebles, die Manor Hills südlich von Peebles und die Lowther Hills zwischen Sanquhar und Moffat.
Die gesamte Bergregion zeichnet sich in Abgrenzung zu den Highlands hauptsächlich durch ihren hügelartigen Charakter aus – steil aufragende bzw. hohe Berge und tief eingeschnittene Täler findet man hier nur selten. Flora und Fauna sind dennoch vergleichbar. Geographisch gesehen umfasst sie neben den schottischen Verwaltungsgebieten Scottish Borders und Dumfries and Galloway auch die Cheviot Hills im Norden Englands.